# Cruz del Diamante

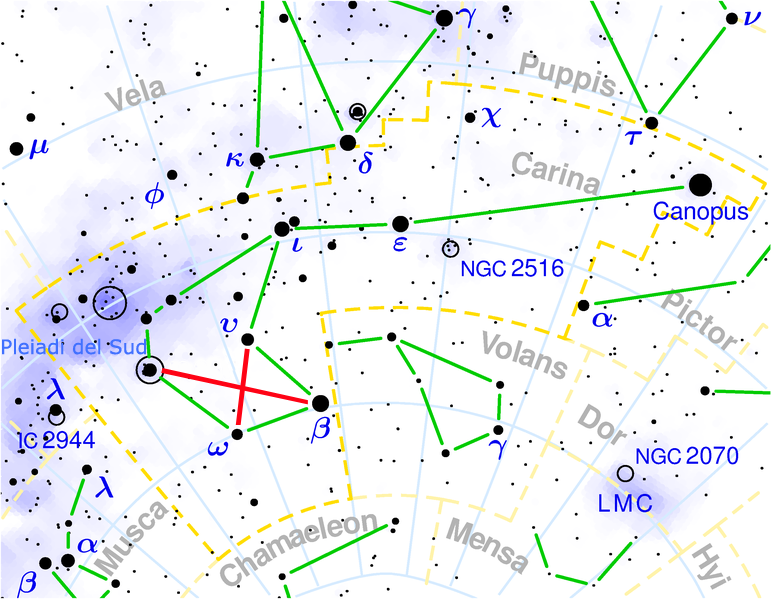
Asterismo de la Cruz del Diamante.

La Cruz del Diamante es un asterismo del cielo austral, visible en la parte oriental de la constelación de Carina, la quilla del Argo Navis.

## Características
Este asterismo está formado por cuatro estrellas: Miaplacidus (β Carinae), θ Carinae, υ Carinae y ω Carinae. Estas cuatro brillantes estrellas crean una perfecta forma de diamante, que da nombre al asterismo. El grupo completo de estrellas sólo puede ser observado al sur del paralelo 20º N. Como en el vecino asterismo de la Falsa Cruz y en la constelación de la Cruz del Sur, falta una estrella central en la intersección de las dos líneas. A diferencia de la Falsa Cruz, este asterismo raramente es confundido con la vecina Cruz del Sur, tanto por su forma, más alargada, como por su brillo, decididamente inferior al de la verdadera constelación.